# Klass B 1957
L'edizione 1957 della Klass B fu la 18ª della seconda serie del campionato sovietico di calcio e vide la vittoria finale dell'Avangard Leningrado.

## Stagione

### Formula
Si ritornò ad una formula molto simile a quella del 1954: anche in questo caso, infatti, il campionato era diviso in due fasi, dove la seconda era di fatto il girone di play-off per la promozione. Rispetto alla stagione precedente il numero di squadre aumentò da 36 a ben 66, per cui visto che le due promosse (Spartak Minsk e Kryl'ja Sovetov Kujbyšev) furono sostituite dalle due neo retrocesse (Trudovye Rezervy Lenignrado e ODO Sverdlovsk), furono ben trenta le squadre neo iscritte (per lo più si trattava di formazioni che già in passato avevano fatto parte del campionato sovietico).
Le 66 squadre erano così divise:
- Girone 1: 18 squadre, incontri di andata e ritorno per un totale di 34 partite per squadra.
- Girone 2: 18 squadre, incontri di andata e ritorno per un totale di 34 partite per squadra.
- Girone 3: 16 squadre, incontri di andata e ritorno per un totale di 30 partite per squadra.
- Girone Est: 12 squadre (tutte neo iscritte), incontri di andata e ritorno per un totale di 22 partite per squadra.

In tutti i gironi i punti assegnati erano due per la vittoria, uno per il pareggio e zero per la sconfitta; il Girone Est, però, non metteva in palio un posto nel girone finale a cui erano ammessi i vincitori dei tre gironi. Queste tre squadre, quindi, disputarono la seconda fase incontrandosi in gare di andata e ritorno, per un totale di quattro incontri per squadra: tali partite furono però giocate in campo neutro, a Tashkent nel Pakhtakor Markaziy Stadium, inaugurato da poco. Anche in questo girone i punti assegnati erano due per la vittoria, uno per il pareggio e zero per la sconfitta.
La squadra vincitrice del girone promozione era promossa in Klass A; essendo la Klass B l'ultima serie del campionato, non erano previste retrocessioni.

## Prima fase

### Girone 1

#### Squadre partecipanti
| Squadra                        | Repubblica  | Città          | Stagione precedente         |
| ------------------------------ | ----------- | -------------- | --------------------------- |
| Avangard Charkiv               | RSS Ucraina | Charkiv        | 10° nel Girone 1 di Klass B |
| Avangard Leningrado            | RSFS Russa  | Leningrado     | non iscritta al campionato  |
| Burevestnik Leningrado         | RSFS Russa  | Leningrado     | non iscritta al campionato  |
| Chimik Jaroslavl'              | RSFS Russa  | Jaroslavl'     | non iscritta al campionato  |
| Krasnoe Znamja Ivanovo         | RSFS Russa  | Ivanovo        | 8° nel Girone 1 di Klass B  |
| Lokomotiv Saratov              | RSFS Russa  | Saratov        | non iscritta al campionato  |
| Metalurh Zaporižžja            | RSS Ucraina | Zaporižžja     | 3° nel Girone 1 di Klass B  |
| Neftjanik Groznyj              | RSFS Russa  | Groznyj        | non iscritta al campionato  |
| Neftyanik Krasnodar            | RSFS Russa  | Krasnodar      | 4° nel Girone 2 di Klass B  |
| Šachtar Kadiïvka               | RSS Ucraina | Kadievka       | non iscritta al campionato  |
| SKChF Sebastopoli              | RSS Ucraina | Sebastopoli    | non iscritta al campionato  |
| Torpedo Gor'kij                | RSFS Russa  | Gor'kij        | 7° nel Girone 2 di Klass B  |
| Torpedo Rostov                 | RSFS Russa  | Rostov sul Don | 12° nel Girone 2 di Klass B |
| Torpedo Stalingrado            | RSFS Russa  | Stalingrado    | 11° nel Girone 3 di Klass B |
| Torpedo Taganrog               | RSFS Russa  | Taganrog       | 2° nel Girone 1 di Klass B  |
| Trudovye Rezervy Stavropol'    | RSFS Russa  | Stavropol'     | non iscritta al campionato  |
| Тrudovye Rezervy Vorošilovgrad | RSS Ucraina | Voroshilovgrad | non iscritta al campionato  |
| Voronež                        | RSFS Russa  | Voronež        | 6° nel Girone 2 di Klass B  |

#### Classifica finale
|  | Pos. | Squadra                        | Pt | G  | V  | N  | P  | GF | GS | DR  |
|  | ---- | ------------------------------ | -- | -- | -- | -- | -- | -- | -- | --- |
|  | 1.   | Avangard Leningrado            | 52 | 34 | 21 | 10 | 3  | 63 | 25 | +38 |
|  | 2.   | Torpedo Taganrog               | 46 | 34 | 18 | 10 | 6  | 61 | 28 | +33 |
|  | 3.   | Avangard Charkiv               | 41 | 34 | 18 | 5  | 11 | 65 | 42 | +23 |
|  | 4.   | Neftyanik Krasnodar            | 41 | 34 | 17 | 7  | 10 | 56 | 45 | +11 |
|  | 5.   | Torpedo Rostov                 | 40 | 34 | 16 | 8  | 10 | 69 | 47 | +22 |
|  | 6.   | Voronež                        | 39 | 34 | 15 | 9  | 10 | 54 | 40 | +14 |
|  | 7.   | Krasnoe Znamja Ivanovo         | 39 | 34 | 13 | 13 | 8  | 45 | 34 | +11 |
|  | 8.   | Metalurh Zaporižžja            | 39 | 34 | 14 | 11 | 9  | 41 | 34 | +7  |
|  | 9.   | SKChF Sebastopoli              | 35 | 34 | 15 | 5  | 14 | 72 | 49 | +23 |
|  | 10.  | Torpedo Gor'kij                | 34 | 34 | 12 | 10 | 12 | 43 | 45 | -2  |
|  | 11.  | Lokomotiv Saratov              | 34 | 34 | 13 | 8  | 13 | 40 | 43 | -3  |
|  | 12.  | Torpedo Stalingrado            | 34 | 34 | 12 | 10 | 12 | 40 | 46 | -6  |
|  | 13.  | Chimik Jaroslavl'              | 26 | 34 | 8  | 10 | 16 | 46 | 50 | -4  |
|  | 14.  | Neftjanik Groznyj              | 26 | 34 | 11 | 4  | 19 | 47 | 70 | -23 |
|  | 15.  | Burevestnik Leningrado         | 22 | 34 | 10 | 2  | 22 | 38 | 72 | -34 |
|  | 16.  | Тrudovye Rezervy Vorošilovgrad | 22 | 34 | 6  | 10 | 18 | 19 | 55 | -36 |
|  | 17.  | Šachtar Kadiïvka               | 21 | 34 | 7  | 7  | 20 | 33 | 61 | -28 |
|  | 18.  | Trudovye Rezervy Stavropol'    | 21 | 34 | 8  | 5  | 21 | 30 | 76 | -46 |

#### Verdetti
- Avangard Leningrado ammesso al girone promozione

#### Risultati
|                                | AvL  | ToT  | AvC  | NeK  | TRD  | Vor  | KZI  | MeZ  | SKS  | ToG  | LoS  | ToS  | ChJ  | NeG  | BuL   | TRV  | SKa  | TRS  |
| ------------------------------ | ---- | ---- | ---- | ---- | ---- | ---- | ---- | ---- | ---- | ---- | ---- | ---- | ---- | ---- | ----- | ---- | ---- | ---- |
| Avangard Leningrado            | –––– | 1-0  | 2-1  | 2-0  | 3-0  | 3-1  | 1-0  | 2-0  | 4-2  | 1-0  | 0-0  | 3-0  | 1-1  | 1-1  | 0-0   | 2-0  | 1-0  | 4-1  |
| Torpedo Taganrog               | 3-1  | –––– | 2-1  | 0-0  | 2-0  | 1-1  | 2-1  | 2-0  | 1-1  | 2-2  | 1-0  | 0-0  | 3-2  | 4-1  | 3-0   | 2-0  | 2-1  | 8-1  |
| Avangard Charkiv               | 2-1  | 1-2  | –––– | 1-3  | 3-3  | 2-1  | 0-0  | 0-1  | 3-0  | 2-1  | 7-1  | 3-1  | 2-1  | 1-3  | 2-0   | 4-1  | 1-1  | 3-0  |
| Neftyanik Krasnodar            | 0-0  | 1-0  | 1-5  | –––– | 1-0  | 2-1  | 2-2  | 3-3  | 6-3  | 4-0  | 3-1  | 2-2  | 1-0  | 3-0  | 1-0   | 1-1  | 2-5  | 1-0  |
| Torpedo Rostov                 | 2-2  | 4-2  | 5-2  | 3-1  | –––– | 2-2  | 1-1  | 4-0  | 2-1  | 3-1  | 1-2  | 6-2  | 2-0  | 2-1  | 5-1   | 6-2  | 2-1  | 8-0  |
| Voronež                        | 0-1  | 1-1  | 2-2  | 2-1  | 1-0  | –––– | 0-2  | 1-1  | 3-0  | 1-0  | 4-1  | 3-0  | 1-0  | 1-0  | 1-0   | 3-0  | 4-0  | 2-0  |
| Krasnoye Znamya Ivanovo        | 0-0  | 1-0  | 2-1  | 1-0  | 2-1  | 1-1  | –––– | 0-0  | 0-1  | 0-0  | 1-0  | 0-0  | 2-2  | 3-1  | 7-0   | 0-1  | 3-2  | 3-2  |
| Metalurh Zaporižžja            | 0-0  | 0-0  | 0-1  | 1-0  | 4-0  | 2-2  | 0-0  | –––– | 5-0  | 0-3  | 2-1  | 0-0  | 2-0  | 2-0  | 1-0   | 0-0  | 0-0  | 0-0  |
| SKChF Sebastopoli              | 3-1  | 1-0  | 0-2  | 1-2  | 4-0  | 1-2  | 1-1  | 5-1  | –––– | 5-1  | 0-0  | 1-3  | 4-0  | 9-0  | 5-2   | 2-0  | 7-1  | 6-0  |
| Torpedo Gor'kij                | 1-4  | 1-1  | 2-0  | 3-1  | 1-1  | 3-0  | 1-0  | 0-2  | 2-0  | –––– | 1-1  | 0-1  | 2-1  | 0-2  | 4-1   | 4-1  | 1-0  | 0-1  |
| Lokomotiv Saratov              | 1-4  | 1-4  | 3-0  | 3-2  | 0-0  | 2-1  | 0-1  | 1-0  | 0-0  | 0-0  | –––– | 4-2  | 1-0  | 5-0  | 3-1   | 1-0  | 1-2  | 0-0  |
| Torpedo Stalingrado            | 0-0  | 2-1  | 0-1  | 1-2  | 1-1  | 2-0  | 2-1  | 3-2  | 0-2  | 0-0  | 2-0  | –––– | 4-2  | 1-2  | 0-2   | 3-1  | 1-0  | 0-0  |
| Chimik Jaroslavl'              | 1-2  | 0-0  | 1-3  | 1-1  | 1-0  | 1-1  | 2-2  | 1-2  | 2-0  | 5-2  | 0-0  | 1-1  | –––– | 4-0  | 3-1   | 5-0  | 0-1  | 3-4  |
| Neftyanik Groznyj              | 1-2  | 0-2  | 0-4  | 0-1  | 0-1  | 3-3  | 4-1  | 1-2  | 0-1  | 4-4  | 1-0  | 2-0  | 1-1  | –––– | 4-1   | 4-0  | 2-1  | 3-0  |
| Burevestnik Leningrado         | 1-4  | 1-4  | 1-0  | 0-3  | 2-1  | 3-1  | 1-2  | 2-1  | 2-1  | 1-2  | 0-1  | 2-3  | 0-1  | 4-2  | ––––  | 2-1  | 2-0  | 1-0  |
| Trudovye Rezervy Vorošilovgrad | 1-1  | 1-5  | 0-0  | 0-1  | 0-0  | 0-3  | 2-1  | 0-1  | 0-0  | 0-1  | 1-0  | 1-1  | 0-0  | 2-1  | 2-0   | –––– | 0-0  | 1-0  |
| Šachtar Kadievka               | 2-5  | 0-1  | 0-3  | 1-3  | 0-1  | 2-1  | 1-1  | 0-1  | 0-3  | 0-0  | 1-4  | 0-2  | 2-1  | 0-2  | 4-4   | 0-0  | –––– | 4-0  |
| Trudovye Rezervy Stavropol'    | 0-4  | 0-0  | 1-2  | 2-1  | 1-2  | 1-3  | 2-3  | 2-5  | 3-2  | 0-0  | 1-2  | 1-0  | 2-3  | 4-1  | [ 3 ] | 1-0  | 0-1  | –––– |

### Girone 2

#### Squadre partecipanti
| Squadra                     | Repubblica     | Città           | Stagione precedente                                     |
| --------------------------- | -------------- | --------------- | ------------------------------------------------------- |
| Avangard Nikolaev           | RSS Ucraina    | Mykolaïv        | non iscritta al campionato                              |
| Avangard Sormovo            | RSFS Russa     | Sormovo         | non iscritta al campionato                              |
| Chimik Dnipropetrovs'k      | RSS Ucraina    | Dnipropetrovs'k | non iscritta al campionato                              |
| Daugava Rīga                | RSS Lettone    | Riga            | 16° nel Girone 1 di Klass B                             |
| Dünamo Tallinn              | RSS Estone     | Tallinn         | 11° nel Girone 1 di Klass B                             |
| Kolchoznik Poltava          | RSS Ucraina    | Poltava         | non iscritta al campionato                              |
| Krylya Sovetov Stupino      | RSFS Russa     | Stupino         | 7° nel Girone 1 di Klass B                              |
| Metallurg Dnipropetrovs'k   | RSS Ucraina    | Dnipropetrovs'k | 14° nel Girone 1 di Klass B                             |
| Piščevik Kaliningrad        | RSFS Russa     | Kaliningrad     | non iscritta al campionato                              |
| Piščevik Odessa             | RSS Ucraina    | Odessa          | 15° nel Girone 1 di Klass B                             |
| Šachter Stalinogorsk        | RSFS Russa     | Stalinogorsk    | 4° nel Girone 1 di Klass B, col nome di Šachter Mosbass |
| SKVO Kiev                   | RSS Ucraina    | Kiev            | 6° nel Girone 1 di Klass B, col nome di ODO Kiev        |
| SKVO Leopoli                | RSS Ucraina    | Leopoli         | 5° nel Girone 1 di Klass B, col nome di ODO Leopoli     |
| Spartak Stanislav           | RSS Ucraina    | Stanislaviv     | 12° nel Girone 1 di Klass B                             |
| Spartak Užhorod             | RSS Ucraina    | Užhorod         | 13° nel Girone 1 di Klass B                             |
| Spartak Vilnius             | RSS Lituana    | Vilnius         | 9° nel Girone 1 di Klass B                              |
| Trudovye Rezervy Leningrado | RSFS Russa     | Leningrado      | 12° in Klass A, retrocesso                              |
| Urožaj Minsk                | RSS Bielorussa | Minsk           | non iscritta al campionato                              |

#### Classifica finale
|  | Pos. | Squadra                     | Pt | G  | V  | N  | P  | GF | GS | DR  |
|  | ---- | --------------------------- | -- | -- | -- | -- | -- | -- | -- | --- |
|  | 1.   | Spartak Stanislav           | 52 | 34 | 23 | 6  | 5  | 66 | 27 | +39 |
|  | 2.   | SKVO Leopoli                | 48 | 34 | 21 | 6  | 7  | 51 | 32 | +19 |
|  | 3.   | Trudovye Rezervy Leningrado | 47 | 34 | 21 | 5  | 8  | 68 | 32 | +36 |
|  | 4.   | Metallurg Dnipropetrovs'k   | 42 | 34 | 17 | 8  | 9  | 65 | 43 | 22  |
|  | 5.   | Piščevik Odessa             | 39 | 34 | 16 | 7  | 11 | 65 | 48 | +17 |
|  | 6.   | Dünamo Tallinn              | 39 | 34 | 14 | 11 | 9  | 52 | 44 | +8  |
|  | 7.   | Krylya Sovetov Stupino      | 38 | 34 | 15 | 8  | 11 | 44 | 39 | +5  |
|  | 8.   | SKVO Kiev                   | 37 | 34 | 14 | 9  | 11 | 42 | 36 | +6  |
|  | 9.   | Šachter Stalinogorsk        | 37 | 34 | 15 | 7  | 12 | 53 | 47 | +6  |
|  | 10.  | Spartak Užhorod             | 33 | 34 | 12 | 9  | 13 | 41 | 40 | +1  |
|  | 11.  | Spartak Vilnius             | 32 | 34 | 13 | 6  | 15 | 37 | 42 | -5  |
|  | 12.  | Kolchoznik Poltava          | 28 | 34 | 12 | 4  | 18 | 43 | 57 | -14 |
|  | 13.  | Avangard Nikolaev           | 27 | 34 | 10 | 7  | 17 | 50 | 63 | -13 |
|  | 14.  | Piščevik Kaliningrad        | 27 | 34 | 9  | 9  | 16 | 35 | 57 | -22 |
|  | 15.  | Urožaj Minsk                | 26 | 34 | 11 | 4  | 19 | 42 | 57 | -15 |
|  | 16.  | Chimik Dnipropetrovs'k      | 23 | 34 | 7  | 9  | 18 | 38 | 65 | -27 |
|  | 17.  | Avangard Sormovo            | 22 | 34 | 6  | 10 | 18 | 29 | 51 | -22 |
|  | 18.  | Daugava Rīga                | 15 | 34 | 4  | 7  | 23 | 22 | 63 | -41 |

#### Verdetti
- Spartak Stanislav ammesso al girone promozione.

#### Risultati
|                             | SpS  | SKL  | TRL  | MeD  | PiO  | DTa  | KSS  | SKK  | ShS  | SpU  | SpV  | KoP   | AvN  | PiK  | UrM  | ChD  | AvS  | DaR  |
| --------------------------- | ---- | ---- | ---- | ---- | ---- | ---- | ---- | ---- | ---- | ---- | ---- | ----- | ---- | ---- | ---- | ---- | ---- | ---- |
| Spartak Stanislav           | –––– | 1-2  | 1-4  | 3-1  | 1-0  | 2-1  | 1-0  | 0-0  | 1-0  | 2-1  | 4-0  | 2-1   | 3-2  | 3-0  | 1-1  | 7-1  | 2-1  | 4-0  |
| SKVO Leopoli                | 0-2  | –––– | 1-0  | 3-2  | 1-0  | 0-0  | 1-0  | 1-1  | 0-0  | 1-2  | 2-1  | 5-2   | 2-1  | 3-0  | 2-0  | 2-0  | 0-0  | 2-0  |
| Trudovye Rezervy Leningrado | 2-0  | 1-1  | –––– | 2-3  | 5-1  | 4-1  | 0-2  | 1-1  | 0-1  | 2-1  | 0-1  | 5-0   | 3-1  | 3-0  | 3-0  | 1-2  | 3-1  | 2-0  |
| Metallurg Dnipropetrovs'k   | 0-0  | 4-0  | 5-2  | –––– | 2-2  | 2-2  | 0-1  | 2-1  | 2-1  | 3-1  | 1-1  | 4-0   | 4-1  | 0-0  | 6-3  | 2-1  | 1-0  | 1-0  |
| Piščevik Odessa             | 1-4  | 2-1  | 1-0  | 3-1  | –––– | 0-0  | 0-1  | 2-3  | 1-2  | 4-1  | 2-0  | 1-1   | 2-1  | 2-2  | 2-1  | 3-1  | 7-0  | 3-2  |
| Dünamo Tallinn              | 0-3  | 0-2  | 0-3  | 4-2  | 1-1  | –––– | 4-1  | 1-1  | 3-2  | 1-0  | 1-1  | 2-0   | 2-2  | 4-1  | 2-1  | 4-2  | 3-1  | 0-0  |
| Krylya Sovetov Stupino      | 1-2  | 1-3  | 2-3  | 1-0  | 0-4  | 1-1  | –––– | 1-0  | 2-0  | 1-0  | 4-2  | 3-1   | 0-0  | 1-1  | 4-0  | 1-1  | 1-0  | 0-0  |
| SKVO Kiev                   | 2-1  | 0-1  | 0-1  | 0-1  | 3-2  | 0-1  | 3-2  | –––– | 2-1  | 0-3  | 1-2  | 3-0   | 3-0  | 2-2  | 3-1  | 2-1  | 0-0  | 0-0  |
| Šachtër Stalinogorsk        | 1-1  | 2-4  | 0-1  | 1-2  | 2-1  | 1-0  | 1-0  | 2-0  | –––– | 2-0  | 2-1  | 3-2   | 5-3  | 0-2  | 3-1  | 5-3  | 2-0  | 1-1  |
| Spartak Užhorod             | 2-1  | 0-2  | 0-0  | 0-0  | 0-1  | 3-2  | 3-3  | 0-0  | 0-0  | –––– | 1-2  | 2-0   | 3-2  | 2-1  | 0-1  | 1-1  | 1-0  | 3-0  |
| Spartak Vilnius             | 0-1  | 1-3  | 0-5  | 2-0  | 0-1  | 0-2  | 0-0  | 0-1  | 1-1  | 0-2  | –––– | 2-0   | 1-0  | 5-0  | 1-2  | 3-0  | 1-1  | 2-0  |
| Kolchoznik Poltava          | 1-3  | 2-0  | 1-2  | 1-0  | 0-0  | 2-1  | 1-2  | 0-1  | 4-2  | 3-0  | 3-1  | ––––  | 0-3  | 0-2  | 4-1  | 3-1  | 1-1  | 5-1  |
| Avangard Nikolaev           | 0-0  | 3-1  | 0-1  | 1-1  | 4-2  | 2-2  | 5-3  | 1-2  | 2-2  | 0-3  | --+  | 2-1   | –––– | 3-2  | 2-1  | 1-2  | 3-1  | 2-1  |
| Piščevik Kalinigrad         | 0-5  | 0-1  | 1-2  | 0-4  | 3-1  | 1-1  | 0-2  | 1-1  | 3-2  | 3-3  | 0-1  | 0-0   | 1-0  | –––– | 1-0  | 1-0  | 0-0  | 3-0  |
| Urožaj Minsk                | 0-1  | 1-1  | 3-4  | 2-1  | 0-4  | 1-2  | 0-1  | 1-3  | 2-1  | 1-0  | 0-0  | 0-1   | 4-0  | 1-0  | –––– | 4-1  | 3-1  | 3-0  |
| Chimik Dnipropetrovs'k      | 1-2  | 0-1  | 1-1  | 2-2  | 1-4  | 0-1  | 1-1  | 1-0  | 0-2  | 0-0  | 0-1  | 2-1   | 1-1  | 2-1  | 1-1  | –––– | 1-1  | 3-0  |
| Avangard Sormovo            | 1-1  | 0-1  | 0-2  | 1-3  | 3-3  | 2-0  | 0-1  | 1-0  | 2-2  | 0-2  | 2-0  | 0-2   | 3-0  | 1-2  | 1-0  | 1-2  | –––– | 3-1  |
| Daugava Riga                | 0-1  | 3-1  | 0-0  | 1-3  | 1-2  | 0-3  | 1-0  | 2-3  | 0-1  | 1-1  | 0-4  | [ 7 ] | 1-2  | 2-1  | 0-2  | 4-2  | 0-0  | –––– |

### Girone 3

#### Squadre partecipanti
| Squadra                 | Repubblica    | Città      | Stagione precedente                                           |
| ----------------------- | ------------- | ---------- | ------------------------------------------------------------- |
| Avangard Sverdlovsk     | RSFS Russa    | Sverdlovsk | 14° nel Girone 2 di Klass B                                   |
| Dinamo Kirov            | RSFS Russa    | Kirov      | non iscritta al campionato                                    |
| Kolchozči Aşgabat       | RSS Turkmena  | Aşgabat    | 17° nel Girone 2 di Klass B                                   |
| Kryl'ja Sovetov Molotov | RSFS Russa    | Molotov    | 9° nel Girone 2 di Klass B                                    |
| Lokomotiv Čeljabinsk    | RSFS Russa    | Čeljabinsk | non iscritta al campionato                                    |
| Lokomotiv Kutaisi       | RSS Georgiana | Kutaisi    | non iscritta al campionato                                    |
| Neftyanik Baku          | RSS Azera     | Baku       | 5° nel Girone 2 di Klass B                                    |
| Neftjanik Ufa           | RSFS Russa    | Ufa        | non iscritta al campionato                                    |
| Paxtakor                | RSS Uzbeka    | Tashkent   | 13° nel Girone 2 di Klass B                                   |
| Qairat                  | RSS Kazaka    | Alma-Ata   | 15° nel Girone 1 di Klass B                                   |
| SKVO Sverdlovsk         | RSFS Russa    | Sverdlovsk | 11° in Klass A, retrocesso, col nome di ODO Sverdlovsk        |
| SKVO Tbilisi            | RSS Georgiana | Tbilisi    | 2° nel Girone 2 di Klass B, col nome di ODO Tbilisi           |
| Spartak Erevan          | RSS Armena    | Erevan     | 3° nel Girone 2 di Klass B                                    |
| Spartak Frunze          | RSS Kirghisa  | Frunze     | 16° nel Girone 2 di Klass B                                   |
| Urožaj Stalinabad       | RSS Tagika    | Stalinabad | 18° nel Girone 2 di Klass B, col nome di Kolchozči Stalinabad |
| Zenit Iževsk            | RSFS Russa    | Iževsk     | 8° nel Girone 2 di Klass B                                    |

#### Classifica finale
|  | Pos. | Squadra                 | Pt | G  | V  | N  | P  | GF | GS | DR  |
|  | ---- | ----------------------- | -- | -- | -- | -- | -- | -- | -- | --- |
|  | 1.   | SKVO Tbilisi            | 49 | 30 | 22 | 5  | 3  | 93 | 26 | +67 |
|  | 2.   | Spartak Erevan          | 48 | 30 | 21 | 6  | 3  | 73 | 22 | +51 |
|  | 3.   | Neftyanik Baku          | 44 | 30 | 18 | 8  | 4  | 70 | 37 | +33 |
|  | 4.   | SKVO Sverdlovsk         | 39 | 30 | 15 | 9  | 6  | 58 | 18 | +40 |
|  | 5.   | Kryl'ja Sovetov Molotov | 39 | 30 | 15 | 9  | 6  | 46 | 18 | +28 |
|  | 6.   | Lokomotiv Kutaisi       | 38 | 30 | 16 | 6  | 8  | 54 | 28 | +26 |
|  | 7.   | Qairat                  | 37 | 30 | 16 | 5  | 9  | 49 | 37 | +12 |
|  | 8.   | Avangard Sverdlovsk     | 31 | 30 | 13 | 5  | 12 | 44 | 39 | +5  |
|  | 9.   | Dinamo Kirov            | 28 | 30 | 12 | 4  | 14 | 44 | 64 | -20 |
|  | 10.  | Paxtakor                | 24 | 30 | 9  | 6  | 15 | 36 | 39 | -3  |
|  | 11.  | Lokomotiv Čeljabinsk    | 22 | 30 | 6  | 10 | 14 | 22 | 37 | -15 |
|  | 12.  | Zenit Iževsk            | 21 | 30 | 8  | 5  | 17 | 26 | 47 | -21 |
|  | 13.  | Kolchozči Aşgabat       | 20 | 30 | 8  | 4  | 18 | 25 | 59 | -34 |
|  | 14.  | Spartak Frunze          | 17 | 30 | 7  | 3  | 20 | 34 | 76 | -42 |
|  | 15.  | Neftjanik Ufa           | 17 | 30 | 6  | 5  | 19 | 17 | 64 | -47 |
|  | 16.  | Urožaj Stalinabad       | 6  | 30 | 2  | 2  | 26 | 19 | 99 | -80 |

#### Verdetti
- SKVO Tbilisi ammesso al girone promozione.

#### Risultati
|                        | SKT  | SpE  | NeB  | SKS  | KSM  | LoK  | Qay  | AvS  | DiK    | Pax  | LoC  | ZeI  | KoA  | SpF  | NeU  | UrS  |
| ---------------------- | ---- | ---- | ---- | ---- | ---- | ---- | ---- | ---- | ------ | ---- | ---- | ---- | ---- | ---- | ---- | ---- |
| SKVO Tbilisi           | –––– | 2-1  | 1-1  | 2-1  | 2-1  | 3-2  | 4-0  | 3-2  | 10-1   | 4-2  | 0-0  | 3-0  | 4-0  | 13-0 | 6-0  | 3-0  |
| Spartak Erevan         | 1-0  | –––– | 3-0  | 3-1  | 2-1  | 3-1  | 6-2  | 3-0  | 5-2    | 0-0  | 4-1  | 2-0  | 3-0  | 5-0  | 4-0  | 7-2  |
| Neftyanik Baku         | 3-3  | 2-1  | –––– | 0-5  | 2-2  | 3-0  | 1-0  | 1-1  | 3-2    | 2-0  | 3-0  | 5-0  | 4-0  | 1-5  | 4-1  | 8-0  |
| SKVO Sverdlovsk        | 2-0  | 1-1  | 1-1  | –––– | 0-0  | 0-1  | 3-0  | 1-0  | 1-1    | 2-1  | 0-0  | 1-2  | 4-1  | 2-0  | 0-0  | 5-0  |
| Krylya Sovetov Molotov | 1-1  | 0-0  | 1-1  | 0-1  | –––– | 0-1  | 1-1  | 0-1  | 4-0    | 2-1  | 2-0  | 1-0  | 1-1  | 2-0  | 5-0  | 1-0  |
| Lokomotiv Kutaisi      | 1-1  | 2-2  | 1-2  | 2-0  | 0-0  | –––– | 1-2  | 3-2  | 3-0    | 3-0  | 0-0  | 6-0  | 3-0  | 1-3  | 2-0  | 4-2  |
| Qayrat                 | 1-4  | 1-0  | 1-1  | 0-1  | 0-0  | 1-2  | –––– | 0-0  | 5-3    | 1-4  | 2-0  | 1-0  | 4-1  | 3-0  | 5-0  | 3-0  |
| Avangard Sverdlovsk    | 2-3  | 2-2  | 0-4  | 1-0  | 1-2  | 1-0  | 0-1  | –––– | 1-2    | 0-0  | 1-0  | 3-0  | 3-0  | 3-1  | 1-1  | 2-1  |
| Dinamo Kirov           | 0-2  | 0-3  | 2-4  | 1-1  | 0-2  | 0-4  | 0-4  | 1-2  | ––––   | 3-2  | 1-0  | 3-1  | 3-0  | 4-1  | 3-1  | 4-1  |
| Paxtakor               | 0-1  | 1-2  | 1-0  | 0-0  | 1-2  | 1-2  | 0-1  | 3-2  | 1-1    | –––– | 2-0  | 0-0  | 1-2  | 5-1  | 1-0  | 3-1  |
| Lokomotiv Čeljabinsk   | 1-2  | 0-1  | 1-3  | 0-0  | 0-2  | 1-0  | 0-1  | 0-1  | 0-1    | 1-1  | –––– | 1-0  | 1-0  | 2-1  | 0-0  | 3-1  |
| Zenit-Iževsk           | 1-3  | 0-0  | 1-2  | 0-2  | 0-1  | 0-0  | 0-0  | 3-2  | 1-0    | 0-1  | 1-3  | –––– | 0-0  | 3-2  | 4-1  | 4-1  |
| Kolchozči Aşgabat      | 1-0  | 0-1  | 2-2  | 0-7  | 0-2  | 0-1  | 2-4  | 2-3  | 0-2    | 1-0  | 1-1  | 0-3  | –––– | 2-0  | 2-0  | 3-1  |
| Spartak Frunze         | 1-2  | 1-2  | 2-3  | 0-4  | 2-1  | 1-1  | 2-0  | 1-5  | 1-3    | 1-2  | 2-2  | 1-0  | 0-2  | –––– | 1-1  | 0-2  |
| Neftyanik Ufa          | 0-3  | 0-3  | 0-2  | 0-4  | 0-5  | 0-2  | 0-1  | 1-0  | [ 10 ] | 2-1  | 2-2  | 2-1  | 1-0  | 0-2  | –––– | 2-0  |
| Urožaj Stalinabad      | 0-8  | 0-3  | 0-2  | 1-8  | 0-4  | 0-5  | 1-4  | 0-2  | 1-1    | 2-1  | 2-2  | 0-1  | 0-2  | 0-2  | 0-2  | –––– |

### Girone Est

#### Squadre partecipanti
| Squadra                | Repubblica | Città                | Stagione precedente        |
| ---------------------- | ---------- | -------------------- | -------------------------- |
| Burevestnik Tomsk      | RSFS Russa | Tomsk                | non iscritta al campionato |
| Dinamo Vladivostok     | RSFS Russa | Vladivostok          | non iscritta al campionato |
| Ėnergija Irkutsk       | RSFS Russa | Irkutsk              | non iscritta al campionato |
| Krasnaja Zvezda Omsk   | RSFS Russa | Omsk                 | non iscritta al campionato |
| Lokomotiv K.N.A.       | RSFS Russa | Komsomol'sk-na-Amure | non iscritta al campionato |
| Lokomotiv Krasnojarsk  | RSFS Russa | Krasnojarsk          | non iscritta al campionato |
| Metallurg Stalinsk     | RSFS Russa | Stalinsk             | non iscritta al campionato |
| Šachtër Kemerovo       | RSFS Russa | Kemerovo             | non iscritta al campionato |
| Sibsel'maš Novosibirsk | RSFS Russa | Novosibirsk          | non iscritta al campionato |
| SKVO Čita              | RSFS Russa | Čita                 | non iscritta al campionato |
| OSK-Chabarovsk         | RSFS Russa | Chabarovsk           | non iscritta al campionato |
| Urožaj Barnaul         | RSFS Russa | Barnaul              | non iscritta al campionato |

#### Classifica finale
|  | Pos. | Squadra                | Pt | G  | V  | N  | P  | GF | GS | DR  |
|  | ---- | ---------------------- | -- | -- | -- | -- | -- | -- | -- | --- |
|  | 1.   | OSK-Chabarovsk         | 32 | 22 | 12 | 8  | 2  | 34 | 14 | +20 |
|  | 2.   | Dinamo Vladivostok     | 30 | 22 | 12 | 6  | 4  | 39 | 25 | +14 |
|  | 3.   | Burevestnik Tomsk      | 28 | 22 | 11 | 6  | 5  | 49 | 29 | +20 |
|  | 4.   | Krasnaja Zvezda Omsk   | 26 | 22 | 10 | 6  | 6  | 45 | 26 | +19 |
|  | 5.   | Lokomotiv Krasnojarsk  | 24 | 22 | 10 | 4  | 8  | 38 | 41 | -3  |
|  | 6.   | Ėnergija Irkutsk       | 24 | 22 | 7  | 10 | 5  | 36 | 34 | +2  |
|  | 7.   | SKVO Čita              | 23 | 22 | 9  | 5  | 8  | 30 | 28 | +2  |
|  | 8.   | Sibsel'maš Novosibirsk | 17 | 22 | 7  | 3  | 12 | 26 | 46 | -20 |
|  | 9.   | Lokomotiv K.N.A.       | 16 | 22 | 5  | 6  | 11 | 32 | 41 | -9  |
|  | 10.  | Metallurg Stalinsk     | 15 | 22 | 4  | 7  | 11 | 28 | 40 | -12 |
|  | 11.  | Šachtër Kemerovo       | 15 | 22 | 6  | 3  | 13 | 37 | 60 | -23 |
|  | 12.  | Urožaj Barnaul         | 14 | 22 | 5  | 4  | 13 | 30 | 40 | -10 |

#### Risultati
|                                | SKC  | DiV  | BuT  | KZO  | LoK  | EnI  | SKC  | SiN  | LOA  | MeS  | SaK  | UBa  |
| ------------------------------ | ---- | ---- | ---- | ---- | ---- | ---- | ---- | ---- | ---- | ---- | ---- | ---- |
| SKVO Chabarovsk                | –––– | 1-0  | 1-1  | 2-0  | 1-1  | 0-0  | 4-0  | 1-0  | 1-0  | 4-0  | 1-1  | 3-1  |
| Dinamo Vladivostok             | 0-0  | –––– | 2-1  | 2-2  | 4-3  | 2-0  | 0-2  | 3-0  | 0-0  | 3-1  | 4-2  | 2-0  |
| Burevestnik Tomsk              | 1-2  | 5-0  | –––– | 0-2  | 3-2  | 5-0  | 0-0  | 3-1  | 5-4  | 1-5  | 5-0  | 0-0  |
| Krasnaja Zvezda Omsk           | 2-2  | 2-0  | 3-1  | –––– | 5-0  | 1-0  | 0-1  | 7-1  | 2-0  | 2-0  | 2-3  | 2-2  |
| Lokomotiv Krasnojarsk          | 1-1  | 2-3  | 0-3  | 2-1  | –––– | 1-5  | 1-0  | 1-0  | 2-0  | 2-0  | 2-1  | 4-2  |
| Ėnergija Irkutsk               | 1-1  | 1-1  | 1-1  | 0-4  | 5-1  | –––– | 1-0  | 4-0  | 1-1  | 4-2  | 2-2  | 1-1  |
| SKVO Čita                      | 1-0  | 0-4  | 1-1  | 0-0  | 3-0  | 2-2  | –––– | 2-3  | 6-2  | 0-0  | 3-0  | 2-1  |
| Sibsel'maš Novosibirsk         | 1-3  | 1-1  | 2-3  | 3-0  | 0-4  | 1-1  | 1-0  | –––– | 1-0  | 4-1  | 4-1  | 2-1  |
| Lokomotiv Komsomol'sk-na-Amure | 2-3  | 1-1  | 1-3  | 1-1  | 2-2  | 1-2  | 0-1  | 2-0  | –––– | 3-3  | 3-1  | 3-1  |
| Metallurg Stalinsk             | 0-1  | 0-2  | 0-0  | 1-1  | 1-1  | 1-1  | 2-3  | 0-0  | 2-3  | –––– | 4-2  | 1-0  |
| Šachter Kemerovo               | 1-0  | 1-4  | 2-5  | 2-4  | 0-3  | 2-3  | 4-3  | 3-0  | 3-1  | 1-3  | –––– | 2-1  |
| Urožaj Barnaul                 | 0-2  | 0-1  | 0-2  | 3-2  | 1-3  | 4-1  | 2-0  | 5-1  | 0-2  | 2-1  | 3-3  | –––– |

## Girone promozione
Tutte le partite furono disputate a Tashkent tra il 17 novembre e il 3 dicembre 1957.

### Classifica finale
|  | Pos. | Squadra             | Pt | G | V | N | P | GF | GS | DR |
|  | ---- | ------------------- | -- | - | - | - | - | -- | -- | -- |
|  | 1.   | Avangard Leningrado | 6  | 4 | 3 | 0 | 1 | 9  | 5  | +4 |
|  | 2.   | Spartak Stanislav   | 3  | 4 | 1 | 1 | 2 | 6  | 8  | -2 |
|  | 3.   | SKVO Tbilisi        | 3  | 4 | 1 | 1 | 2 | 4  | 6  | -2 |

### Verdetti
- Avangard Leningrado promosso in Klass A 1958.

### Risultati

#### Tabellone
|                     | AvL  | SpS  | SKT  |
| ------------------- | ---- | ---- | ---- |
| Avangard Leningrado | –––– | 3-2  | 0-1  |
| Spartak Stanislav   | 1-3  | –––– | 1-1  |
| SKVO Tbilisi        | 1-3  | 1-2  | –––– |